# Rotaugenkuhstärling
Der Rotaugenkuhstärling (Molothrus aeneus) ist ein nordamerikanischer Singvogel aus der Familie der Stärlinge.

## Merkmale
Der Rotaugenkuhstärling ist 22 cm lang und wiegt ca. 68 g. Das Gefieder der adulten Männchen ist schwarz mit einem grün-bronzefarbenen Schimmer. Die Oberseite der Flügel und des Schwanzes sind grün irisierend. Die Iris ist rot, was aber nur aus der Nähe zu erkennen ist. Der Kragen auf Rücken und Nacken gibt ihm ein buckliges Aussehen.
Das Weibchen ist stumpfer schwarz, die Handschwingen haben helle Säume. Die Iris ist rotbraun.
Die Jungvögel sind dunkelbraun mit hellen Federsäumen und haben eine braune Iris.
Der Ruf des Rotaugenkuhstärlings ist ein raues, kehliges „tschack“, der Gesang klingt keuchend-brummend.

## Lebensraum und Verbreitung
Der Rotaugenkuhstärling ist regional häufig in offenen und buschigen Landschaften sowie bewaldeten Bergschluchten.
Er kommt in den südlichen Teilen der US-Bundesstaaten Kalifornien, Arizona, New Mexico, Texas und Louisiana vor, ebenso in ganz Mittelamerika bis Panama.

## Fortpflanzung
Wie alle Kuhstärlinge ist auch der Rotaugenkuhstärling ein Brutparasit. Er legt seine Eier in fremde Nester und lässt sie von anderen Vogelarten ausbrüten. Die Wirtsvögel sind häufig Vertreter der Familie der Ammern, wie z. B. Weißwangenammer (Melozone biarcuata).